# Кивассо
Кивассо (итал. Chivasso, пьем. Civass) — коммуна в Италии, располагается в регионе Пьемонт, в провинции Турин.
Население составляет 25035 человек (2008 г.), плотность населения составляет 488 чел./км². Занимает площадь 51 км². Почтовый индекс — 10034. Телефонный код — 011.
Покровителем населённого пункта считается святой Beato Angelo Carletti.

## Демография
Динамика населения:

## Администрация коммуны
- Официальный сайт: http://www.comune.chivasso.to.it Архивная копия от 11 ноября 2017 на Wayback Machine